# محوطه شاه غیب
محوطه شاه غیب مربوط به دوره ساسانیان تا سده‌های میانه دوران‌های تاریخی پس از اسلام است و در شهرستان شیراز، بخش کوار، دهستان فرمشکان، ۱/۵ کیلومتری جنوب غرب روستای خرمایی واقع شده و این اثر در تاریخ ۳۰ بهمن ۱۳۸۶ با شمارهٔ ثبت ۲۰۷۴۸ به‌عنوان یکی از آثار ملی ایران به ثبت رسیده است.